# Juan Nepomuceno Zegrí
Juan Nepomuceno Zegrí y Moreno (Granada, 11 de octubre de 1831 – Málaga, 17 de marzo de 1905) fue un sacerdote católico español, fundador de la congregación de Hermanas Mercedarias de la Caridad, beatificado el 9 de noviembre de 2003 por el papa Juan Pablo II.

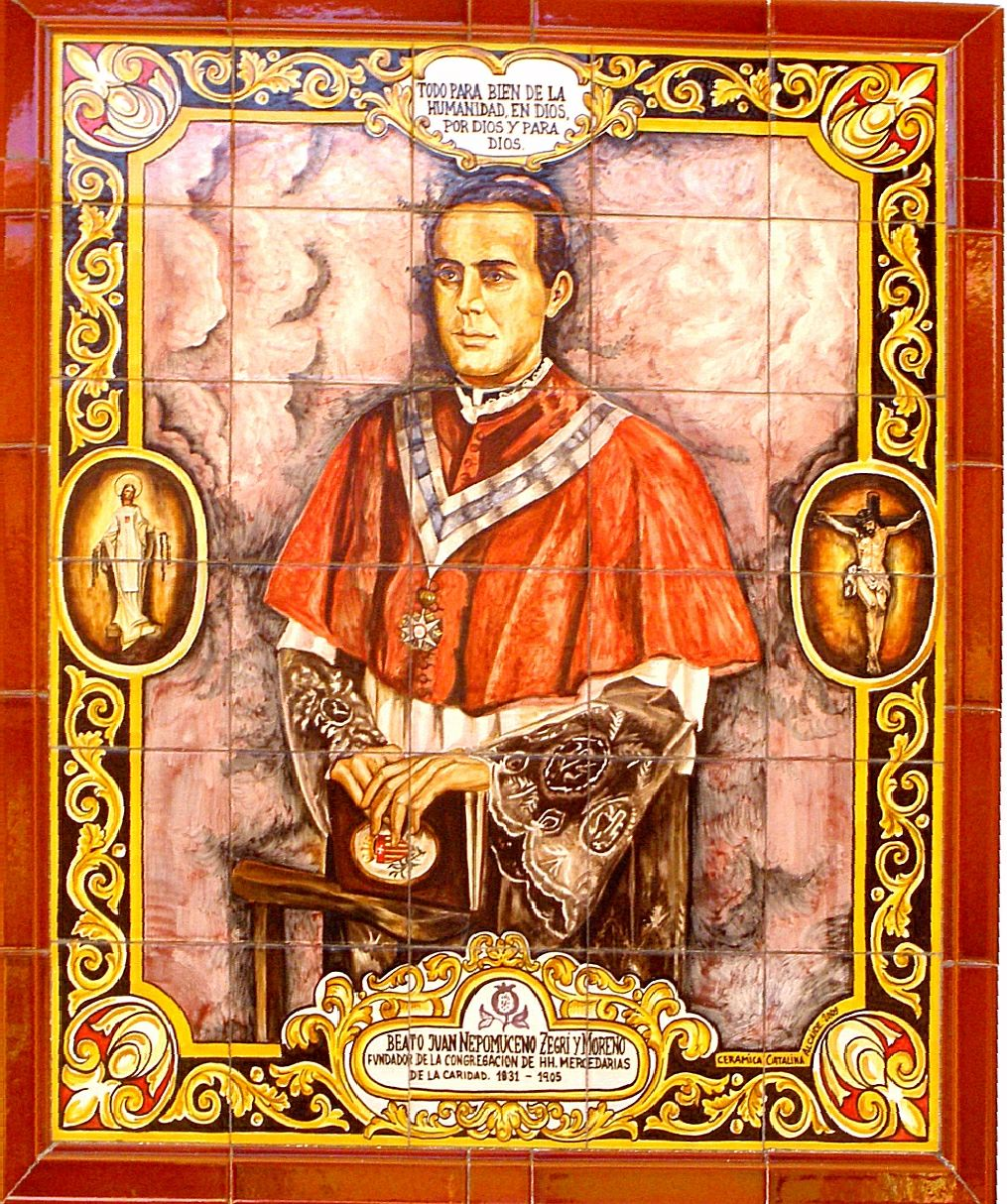
Azulejo del beato Juan Nepomuceno Zegrí en el claustro de la Abadía del Sacromonte.

## Biografía

### Nacimiento y familia
Nació el 11 de octubre de 1831 en la casa familiar, ubicada en la Cuesta de Gomérez de Granada y fue bautizado en la parroquia de san Gil en 12 de octubre de 1831. Hijo de Antonio León Zegrí y Abril, natural de Granada, y de María Josefa Moreno Escudero, natural de Antequera, matrimonio que tuvo otros tres hijos, dos mujeres y un varón. La familia Zegrí Moreno gozaba de una destacada posición social: el padre, Antonio,  era doctor en Medicina y Cirugía y ejerció como médico en Dalías, director médico del balneario de La Malá y profesor y catedrático de la Universidad de Granada. Antonio León Zegrí provenía de linaje ilustre, descendiente de Pedro de Granada Venegas y de los condes de Treviño.

### Formación y vida eclesiástica
Ingresó en el Seminario Diocesano de Granada en 1843. A partir de 1845 y durante cuatro años, cursó los programas completos de la segunda enseñanza en el recién creado Instituto de Granada, siendo colegial interno del Colegio Mayor San Bartolomé y Santiago de la capital, mientras continuaba sus estudios de latín. Durante el curso 1849-1850 completó el curso preparatorio para ingresar en la facultad de Teología y Jurisprudencia en la Universidad Literaria de Granada. El 30 de septiembre de 1850 fue admitido como alumno interno en el Colegio Seminario de san Dionisio Areopagita del Sacromonte.
Prosiguió los estudios eclesiásticos en el seminario del Sacromonte, donde recibió la tonsura y las cuatro órdenes menores en marzo de 1853 en la capilla del palacio arzobispal. posteriormente, fue ordenado  fue ordenado subdiácono el 21 de mayo de 1853 y diácono el 16 de diciembre del mismo año, ambos sacramentos conferidos por el arzobispo Salvador José de Reyes.
Al finalizar el quinto curso de Teología, solicitó al papa Pío IX dispensa de los trece meses que restaban para cumplir la edad canónica necesaria para ser ordenado presbítero. Esta licencia que fue concedida a petición del cardenal Bonel y Orbe, arzobispo de Toledo, mediante un rescripto autógrafo del papa. Fue ordenado presbítero en la catedral de granada el 2 de junio de 1855.
Después de su ordenación, Zegrí continuó estudios de Teología en el Seminario de San Cecilio y de Jurisprudencia en la Universidad de Granada. Paralelamente, realizó labores de apostolado, enfocándose en la juventud local y en los estudiantes. Además ocupó diversos cargos docentes en el Colegio Mayor de San Bartolomé y Santiago, del que fue vicedirector, así como catedrático de Psicología, Lógica y Ética del Instituto de Granada en noviembre de 1856.
En 1958, obtuvo los grados de bachiller, licenciado y doctor  en Teología en el Seminario de san Cecilio. Asimismo, se graduó bachiller en Jurisprudencia  en mayo y licenciado en agosto de 1860.  El 28 de junio de 1861, fue investido abogado de los tribunales. También completó estudios de Filosofía y Letras en la Universidad de Granada, graduándose en esta materia el 15 de diciembre de 1864.

### Labor pastoral y académica
Durante su tiempo como seminarista, predicó en varias iglesias de Granada, comenzando a destacar por su oratoria y vocación pastoral.
Por oposición fue nombrado cura propio de la parroquia de Huétor Santillán, tomando posesión el 19 de junio de 1859. A partir de 1864, renunció a continuar con las labores docentes que venía realizando para enfocarse en ministerio pastoral.
El 12 de diciembre de 1864 fue designado en comisión para atender la iglesia parroquial de San Gabriel de Loja, y el 13 de marzo de 1865 fue nombrado por el Ayuntamiento de Loja vocal por la Junta de Instrucción Primaria. En noviembre de ese mismo año asumió el cargo de cura propio  de San Gabriel de Loja, que había obtenido por oposición tras el fallecimiento del párroco anterior. El 22 de febrero de 1866  fue nombrado arcipreste de Loja y su partido.
El 12 de diciembre de 1864 fue designado en comisión para atender la iglesia parroquial de San Gabriel de Loja. Posteriormente, el 13 de marzo de 1865, el Ayuntamiento de Loja lo nombró vocal por la Junta de Instrucción Primaria. En noviembre de ese mismo año, consiguió el cargo de cura propio de San Gabriel de Loja, tras haber superado la oposición convocada por el fallecimiento del párroco anterior. Finalmente, el 22 de febrero de 1866, fue nombrado arcipreste de Loja y su partido.
El 11 de mayo de 1869,  el obispo de Málaga Esteban José Pérez y Martínez-Fernández, lo nombró vicario general y provisor del obispado. A lo largo de su carrera eclesiástica, Zegrí Moreno ocupó varios cargos dentro del obispado de Málaga, entre ellosː
- Director administrador de la Casa de Misericordia de Santa María Magdalena y San Carlos (1869-1882);
- Vicerrector del Seminario Diocesano y profesor de Patrología, Oratoria Sagrada y Geografía e Historia (1872-1875);
- Visitador general de religiosas (1873-1878);
- Delegado especial de capellanías (1878-1882);

- Juez pro sinodal para los exámenes para proveer curatos (1876);
- Secretario de las oposiciones a curatos (1877).

También fue encargado por el obispo Pérez de realizar la visita pastoral a varias parroquias de la diócesis en 1875 y  en repetidas ocasiones actuó como gobernador eclesiástico del obispado durante las ausencias del obispo.
En 1866, la reina Isabel II lo nombró predicador supernumerario, siendo convocado en varias ocasiones para predicar ante la realeza.
El 5 de febrero de 1873, fue nombrado canónigo de la catedral de Málaga. A partir de 1880, sin éxito, intentó trasladar su canonjía al cabildo de Granada.
Finalmente, fue nombrado capellán real el 1 de mayo de 1887  y tomó posesión del cargo el 24 de mayo siguiente. 

### Fundador de la Congregación de Hermanas Mercedarias de la Caridad

#### Nacimiento de la Congregación
En 1878, fundó la Congregación de Hermanas Mercedarias de la Caridad. Presentó las constituciones al obispo de Málaga, quien las aprobó el 27 de febrero de ese año. El 15 de marzo siguiente, las primeras novicias tomaron el hábito en la iglesia de san Ildefonso de Granada; eran cinco jóvenes de la misma parroquia, preparadas espiritualmente por el coadjutorDiego Aparicio y Carmona, un presbítero amigo del padre Zegrí. Al día siguiente, se trasladaron a Málaga, donde se constituyó la primera comunidad mercedaria de la Caridad en la Casa de Misericordia de Santa María Magdalena y San Carlos. Ese mismo día, se unió a la institución una religiosa de 55 años procedente de otra congregación, a quien el padre Zegrí designó maestra de novicias. El 19 de mayo siguiente, se incorporaron otras dos novicias: una de Málaga y otra de Granada.
La congregación fue agregada a la Orden de la Merced el 9 de junio de 1878.

#### Desafíos iniciales y expansión
A pesar de algunos desafíos iniciales, como la vuelta a Granada de cinco de las seis novicias originales, llamadas por Diego Aparicio para fundar una congregación semejante en Granada, y el enloquecimiento de la madre maestra de novicias, la congregación experimentó un crecimiento significativo.
Por real célula de 10 de junio de 1888 obtuvo la aprobación civil de la congregación.
En 1880, el padre Zegrí trasladó la casa general y el noviciado a Granada y convenció a Teresa Gratiot, una hermana de la Congregación de la Sagrada Familia de Burdeos, a quien había conocido en la Casa de Misericordia de Santa María Magdalena y San Carlos, para que se cambiara de congregación y tomara el hábito de las mercedarias. Lo consiguió a pesar de la activa oposición de la congregación de origen, que intentó evitar el cambio trasladando a la madre Gratiot primero a Madrid y luego a una casa en Francia. En noviembre de 1880, la madre Teresa Gratiot fue nombrada por el padre Zegrí la primera directora general de las Mercedarias.
Con la incorporación de la madre Gratiot a la dirección, la congregación, que tan solo contaba con cuatro casas, recibió un fuerte impulso expansivo, llegando a abrirse en el siguiente quinquenio más de cincuenta casas al servicio de asilos, hospitales, colegios y otras instituciones de beneficencia. Las Hermanas Mercedarias se distinguieron especialmente en su labor durante el terremoto de 1884 en Alhama de Granada, la epidemia de cólera de 1885 y un brote de viruela que asoló la villa madrileña de Vallecas en aquellos años.

#### Conflictos y destitución
Sin que haya trascendido el motivo, en 1886, el padre Zegrí tomó la controvertida decisión de nombrar a la hermana María de los Favores Valladares superiora general de la congregación. Esta religiosa malagueña tenía antecedentes familiares de monomanías.  A pesar de haber manifestado comportamientos que algunos consideraban extraños y de perturbar, tanto a la madre Gratiot como al padre Zegrí, al tomar decisiones de manera independiente, sin consultar a sus superiores y, en ocasiones, contraviniendo sus indicaciones, la hermana Valladares contaba con el apoyo y la estima del padre Zegrí y del resto de la congregación. En ese momento, desempeñaba el cargo de superiora de la casa noviciado en la placeta de san Gregorio de Granada, además de ser la maestra de novicias.
Esta  decisión generó fricción, particularmente con la madre Gratiot, que había sido una figura clave en la expansión inicial de la congregación. Se sintió tan afectada por el nombramiento de la hermana Valladares que, en agosto de ese mismo año, decidió abandonar la congregación mercedaria y regresar a su orden de origen, desapareciendo completamente del registro histórico posterior.
Al poco tiempo de su nombramiento, el deterioro de la salud mental de la madre Valladares, que terminaría perseguida por la justiciay recluida en un manicomio de Málaga por orden gubernativa, obligó al padre Zegrí a destituirla de su cargo, trasladarla a otra comunidad y ponerla primero bajo el cuidado de otras hermanas y, más tarde, ya fuera de la Congregación, de su familia. Estas decisiones provocaron un cambio radical en los sentimientos de la madre Valladares hacia el fundador, quien pasó de ser objeto de su afecto y respeto a convertirse en blanco de su odio. En respuesta, comenzó a maniobrar en su contra, acusándolo falsamente ante las autoridades eclesiásticas de Granada, que desoyeron sus denuncias. Ante este fracaso, recurrió a la superiora de la Casa de la Caridad de Carmona, sor Ventura Fuentes, quien había sido su novicia en Granada y estaba resentida por la denegación de la renovación de sus votos. Esta, a su vez, acudió a Juan Crisóstomo Vacas, un sacerdote colaborador cercano del cardenal Ceferino González, arzobispo de Sevilla, a quien hizo llegar las calumnias de la hermana Ventura contra el padre Zegrí. Estas acusaciones incluían negligencia en la dirección del instituto, maltratos verbales hacia las hermanas y superioras, escasa formación de las religiosas debido a la incompetencia de las maestras de novicias, bajo la mirada descuidada del fundador, así como una administración inadecuada de los bienes de la Congregación e incluso conducta inmoral con algunas monjas. Para respaldar estas acusaciones, la hermana Ventura consiguió que hermanas de su comunidad y de otras casas firmaran un escrito acusatorio contra el fundador.
El cardenal González, aprovechando la ocasión para orientar a las religiosas disconformes de la Casa de la Caridad de Carmona hacia la espiritualidad de su propia orden, convirtiéndolas en dominicas, y dejándose llevar por las apariencias, sin considerar los informes de otros prelados ni las declaraciones de las hermanas mercedarias a cargo del Beaterio de Carmona, contrarias a las informaciones calumniosas que venía manejando, envió un telegrama a Roma el 8 de junio de 1888 solicitando la suspensión de la aprobación de los estatutos y de las funciones del fundador, alegando para ello motivos gravísimos. El padre Zegrí, que se encontraba en Roma desde el mes de abril y ya había logrado la aprobación pontificia de los estatutos y constituciones de la congregación mercedaria, no tuvo conocimiento del telegrama hasta su regreso a España el 22 de julio. Para entonces, la Santa Sede ya había emitido un rescripto el 7 de julio, enviado por el cardenal prefecto de la Congregación de Obispos y Regulares al arzobispo de Granada, en el que se ordenaba el cese del padre Zegrí como director de la Congregación de Hermanas Mercedarias de la Caridad, su apartamiento de la misma, y la prohibición a las religiosas mercedarias de mantener cualquier comunicación con su fundador.
El arzobispo de Granada, José Moreno Mazón, incoó un expediente para investigar el caso, dirigiéndose al cardenal arzobispo de Sevilla y a los prelados de las diócesis donde se habían establecido casas mercedarias, solicitando que indagaran con el fin de esclarecer los hechos. El resultado de esta investigación fue totalmente favorable al padre Zegrí, lo cual expresó Moreno Mazón en un escrito destinado a responder a Roma. Sin embargo, la conducta inicua del cardenal González, que no encargó la investigación hasta el 16 de septiembre de 1889, sus reticencias para reconsiderar la opinión que se había formado sobre el padre Zegrí, así como su renuncia al arzobispado dos meses después de haberse iniciado la investigación, impidieron que la documentación preparada por el arzobispo de Granada, esperando la respuesta de Sevilla para ser enviada, llegara a Roma. En contraste, el informe que quedó pendiente en Sevilla, parcial, tendencioso y distorsionado por la forma en que se llevaron a cabo las pesquisas —sin siquiera consultar a las propias mercedarias de la diócesis sevillana—, y que no se envió a Granada, su destino natural, fue remitido a la Congregación de Obispos y Regulares, por conducto y motivos que aún se desconocen. Esta documentación derivó en un nuevo rescripto de la Santa Sede, fechado el 5 de julio de 1890, que recrudecía las penas impuestas al padre Zegrí.

#### Proceso de defensa y rehabilitación
En estas circunstancias el padre Zegrí inició un proceso de defensa que se prolongó durante más de cuatro años, presentando varios recursos de súplica y aportando informes favorables emitidos por diversos obispos, incluido el significativo informe del cardenal Marcelo Spínola, entonces obispo de Málaga, que siempre lo apoyó a él y su obra. Durante este tiempo, realizó varios viajes a Roma para tratar directamente el asunto con la Congregación correspondiente, la cual encargó un estudio del proceso a su juez relator, Giuseppe Maggi. Las conclusiones de dicho estudio fueron completamente exculpatorias. Además, algunas de las religiosas que, engañadas, habían firmado el escrito acusatorio promovido por la madre Valladares se retractaron de sus declaraciones en 1893. Finalmente, el 11 de julio de 1894, tuvo una audiencia privada con el papa León XIII, en la que logró exponer detalladamente la situación y entregó el sumario completo de la investigación sobre su caso. Como resultado de todas estas acciones, el 18 de julio de 1894 se emitió un tercer rescripto que lo exoneraba de todas las acusaciones, lo rehabilitaba incondicionalmente y lo reponía en la dirección de la Congregación por un periodo de dos meses. Este breve periodo se justificaba por la necesidad de que la Congregación fuera dirigida por otras manos distintas a las de su fundador, sin que ello implicara censura alguna por parte de la Santa Sede hacia el padre Zegrí.
El 24 de septiembre de 1894, Juan Nepomuceno Zegrí regresó a la Casa General, donde fue recibido por las superioras de todas las comunidades, reincorporándose a sus tareas como director rehabilitado. Debido a su delicada salud, su intención era retirarse tan pronto como fuera posible de la dirección de la Congregación, dejando su gobierno y administración en manos de las propias monjas. Sin embargo, al observar el estado de deterioro en que se encontraban los órganos de gobierno de la comunidad, que incumplían los estatutos y estaban bajo el control exclusivo de una superiora, la de la Casa General, y una secretaria, decidió tomar una serie de medidas que debían someterse a la aprobación del arzobispo de Granada:
- Formar un Consejo General para dirigir la Congregación.
- Volver a solicitar la aprobación pontificia.
- Retomar el cumplimiento de las Constituciones, muchas de cuyas prescripciones no se habían respetado, se habían modificado o habían caído en desuso.
- Gestionar de manera más eficiente los fondos de la Congregación.
- Solicitar al prelado la devolución de la Casa General, un edificio propiedad de las mercedarias por legado del arzobispo Bienvenido Monzón, que monseñor Moreno Mazón había enajenado, cediéndoselo a las Hermanas de la Corte de Cristo, una fundación del canónigo Grass y Granollers, o, en su defecto, una indemnización compensatoria por el valor del edificio.

Estas decisiones fueron comunicadas a la madre general y a la secretaria. Temiendo por sus cargos, ambas religiosas informaron al arzobispo de Granada de forma sesgada y con ciertas tergiversaciones, sugiriendo que los cambios propuestos por el padre Zegrí no eran necesarios y que la intención del fundador era enmendar las disposiciones del arzobispo.

#### Intervención del arzobispo de Granada e incertidumbre originada
El arzobispo de Granada, influido por esta comunicación, no aprobó los cambios que proponía el fundador. A pesar de ello, el padre Zegrí, al observar la situación de la Congregación y en uso de las atribuciones que le confería el rescripto de rehabilitación, nombró el 21 de noviembre de 1894 interinamente a sor Casimira Vecino García como superiora general y estableció un Consejo General formado por las religiosas más antiguas, de más edad o con mayor instrucción, según disponían las Constituciones. Sin embargo, debido a la confusión generada y al rechazo de monseñor Moreno Mazón, autoproclamado único superior de la congregación mercedaria, que declaró nulos los nombramientos, incluso antes de que le fueran presentados, estas religiosas no se atrevieron a asumir sus cargos legítimos.
Moreno Mazón, que había defendido con vehemencia al padre Zegrí de las acusaciones padecidas a lo largo de todo el proceso y que había sido su compañero de cabildo catedral y colaborador en otras misiones diocesanas en Málaga, por motivos que el padre Zegrí no llegaba a comprender entonces, envió un oficio el 21 de septiembre de 1895 prohibiéndole inmiscuirse en los asuntos de la Congregación que había fundado.
La situación de incertidumbre y discordia creada entre las religiosas por esta concatenación de acontecimientos llevó a que la Congregación de Obispos y Regulares, atendiendo a la solicitud de las monjas mercedarias de mayor edad, nombrara el 26 de junio de 1896 al redentorista Otmaro Allet como visitador apostólico ad casum para informar sobre la situación en el instituto religioso de las Mercedarias.

#### Últimos años, retirada, despedida y olvido
El padre Zegrí, retirado en su casa de Málaga desde finales de 1894 y habiendo cesado toda intervención en los asuntos de la Congregación, mantuvo la misma actitud tras el oficio de Moreno Mazón, acatando con resignación las órdenes del prelado. A partir de entonces, se dedicaría exclusivamente a sus deberes como canónigo, de los cuales estaba dispensado en parte debido a su enfermedad.
No obstante, el 8 de julio de 1896, escribió una extensa carta dirigida a todas las hermanas mercedarias en la que explicaba el proceso que había padecido, ofrecía consejos para el ejercicio del carisma mercedario y se despedía de las hermanas. Su objetivo era «dejar en el lugar que corresponde el buen nombre, la honra y buena fama de un sacerdote que, en diez años, ha fundado cincuenta institutos de caridad». Desde entonces, se alejó voluntaria y definitivamente de la Congregación que había fundado, rechazando cualquier contacto con las monjas mercedarias, incluso cuando se lo ofrecieron en sus últimos momentos de vida.
Por su parte, las Mercedarias, como institución, olvidaron completamente a su fundador. Es significativo que, de las cien copias impresas de la mencionada carta de despedida, que el propio padre Zegrí se encargó de que llegara a todas las casas de la Congregación, solo se conserven hoy en día dos ejemplares.

#### Aprobación definitiva de la Congregación
El 25 de mayo de 1901, las Hermanas Mercedarias de la Caridad lograron la aprobación pontificia definitiva de la Congregación y de sus Constituciones. Aunque el fundador no participó en absoluto en el proceso, se siguieron los procedimientos que él mismo había aconsejado para obtener la aprobación final de la Santa Sede.

### Final
Asistido por una sobrina y por varios canónigos del cabildo catedral, y rechazando explícitamente la asistencia de las Hermanas Mercedarias, como sacrificio para el bien de la congregación, falleció en su casa de Málaga a consecuencia de una diabetes de larga evolución, el 17 de marzo de 1905. Al día siguiente  sus restos fueron inhumados en el panteón del cabildo catedral en el cementerio de San Miguel, tras celebrar honras fúnebres en la catedral.

### Restitución como fundador y pérdida de los restos mortales
A partir de 1925, Araceli Royo Vicente, una religiosa que había ingresado en las Mercedarias a los diecisiete años en 1882 y había conocido de cerca al padre Zegrí y su proceso, asumió el liderazgo de la Congregación al ser elegida madre superiora en el sexto capítulo general. La madre Royo, quien imprimió un fuerte impulso expansivo a la Congregación con la apertura de más de treinta casas, se propuso rescatar la figura del padre Zegrí, que había estado olvidada y relegada durante más de veinte años y que era totalmente desconocida para muchas de las religiosas mercedarias. Entre otras medidas, inició gestiones para el traslado de los restos mortales del fundador a Granada. Sin embargo, en 1936, los restos fueron movidos del panteón de los canónigos a un nicho osario municipal y, por un descuido en el pago de la cuota correspondiente, en 1938 se trasladaron al osario general del cementerio. Únicamente se conserva en la Curia General, como reliquia del fundador, una falange, recogida por la hermana Presentación Gaztambide presente en el traslado del panteón de los canónigos al nicho municipal.

## Beatificación
El 5 de julio de 1958 se inició la causa de beatificación con un proceso informativo que concluyó el 7 de junio de 1962, cuyo inicio  le confiríó el título de siervo de Dios bajo el pontificado del papa Pío XII. La Congregación para las Causas de los Santos validó el proceso en Roma el 7 de febrero de 1992. El papa Juan Pablo II lo declaró venerable el 20 de diciembre de 2001. Una vez que el equipo de médicos y teólogos así como el propio papa aprobaron el milagro atribuido a su intersección, necesario para la beatificación, Juan Nepomuceno Zegrí Moreno fue beatificado el 9 de noviembre de 2003. Su fiesta se conmemora el 17 de marzo, fecha de su fallecimiento.